# برمجية محتكرة
البرمجيات المُحتكَرة أو البرمجيات الامتلاكية (بالإنجليزية: Proprietary software) مصطلح تستخدمه مؤسسة البرمجيات الحرة لتصف البرمجيات المضادة لها تسمى البرمجيات الحرة.
تعد البرامج برمجيات محتكرة في عدة أحيان. عادة عندما يكون على البرنامج حقوق أو منشور تحت ترخيص EULA وعندما يقوم صاحب المشروع باستخدام طرق تقنية لمنع المستخدمين من التعديل على برنامجه مثل عدم نشر الكود المصدري للبرنامج. أو عندما يقوم هذا الشخص باستخدام طرق قانونية كحقوق النشر وتراخيص EULA لكي يمنع المستخدم من إعادة توزيع البرنامج على مستخدمين آخرين.
في غياب مثل هذه الظروف حيث يمكن للمستخدم استخدام وتعديل ودراسة وإعادة توزيع البرنامج يقع البرنامج تحت بند البرمجيات الحرة.
أمثله شهيرة للبرمجيات الموصوفة بالمحتكرة هي نظام تشغيل الويندوز من مايكروسوفت و نظام ماك من شركة أبل.

## مواضيع متعلقة
- برمجيات حرة
- مصدر مفتوح
- ترخيص مستخدم متزامن